# Markiz Normanby

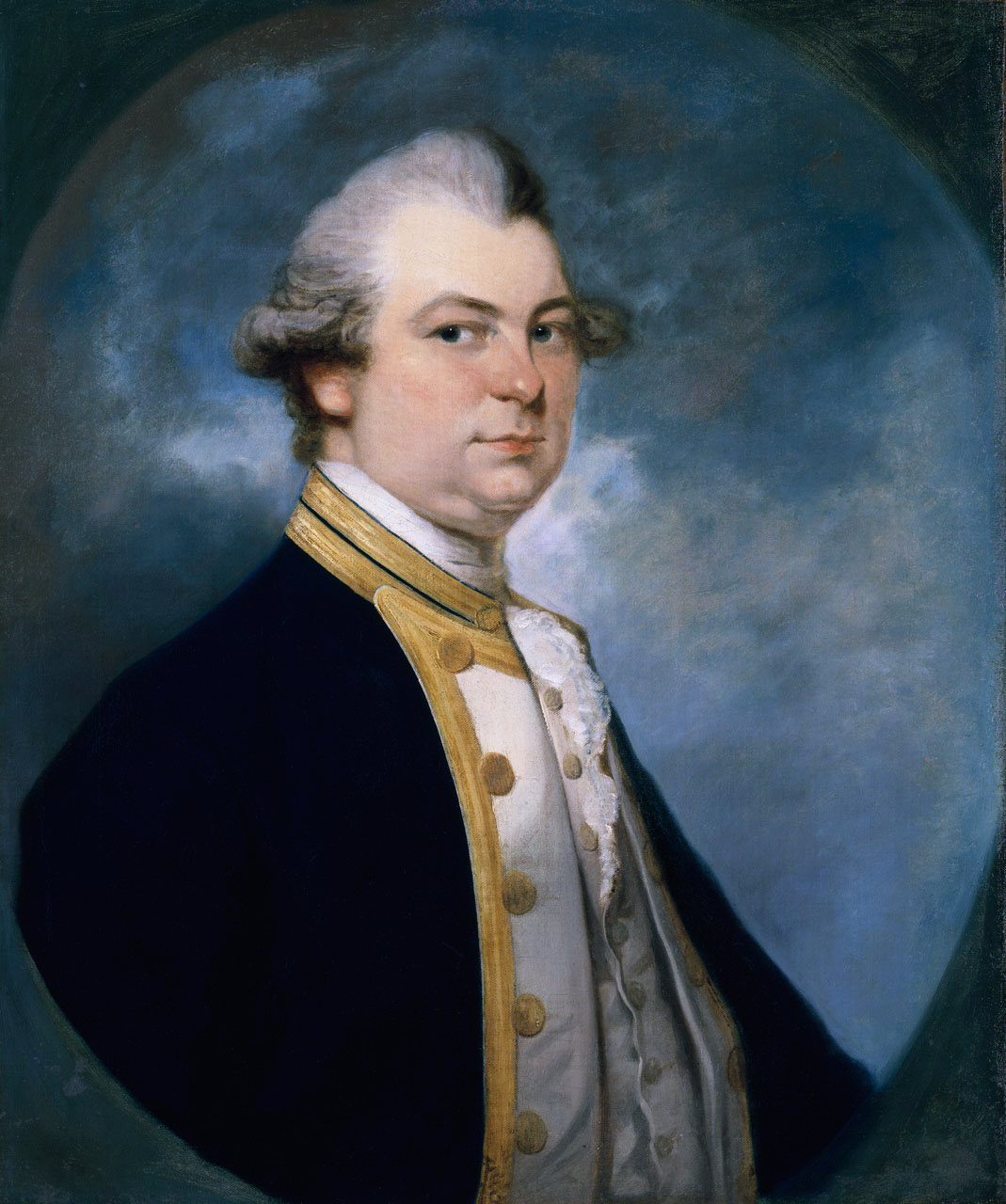
Constantine John Phipps, 2. baron Mulgrave

## Informacje ogólne
- Dodatkowymi tytułami markiza Normanby są:
  - hrabia Mulgrave
  - wicehrabia Normanby
  - baron Mulgrave
- Najstarszy syn markiza Normanby nosi tytuł hrabiego Mulgrave

Markizowie Normanby 1. kreacji (parostwo Anglii)
- patrz: książę Buckingham i Normanby

Baronowie Mulgrave 1. kreacji (parostwo Wielkiej Brytanii)
- 1767–1775: Constantine Phipps, 1. baron Mulgrave
- 1775–1792: Constantine John Phipps, 2. baron Mulgrave
- 1792–1831: Henry Phipps, 3. baron Mulgrave

Hrabiowie Mulgrave 2. kreacji (parostwo Zjednoczonego Królestwa)
- 1812–1831: Henry Phipps, 1. hrabia Mulgrave
- 1831–1863: Constantine Henry Phipps, 2. hrabia Mulgrave

Markizowie Normanby 2. kreacji (parostwo Zjednoczonego Królestwa)
- 1838–1863: Constantine Henry Phipps, 1. markiz Normanby
- 1863–1890: George Augustus Constantine Phipps, 2. markiz Normanby
- 1890–1932: Constantine Charles Henry Phipps, 3. markiz Normanby
- 1932–1994: Oswald Constantine George Phipps, 4. markiz Normanby
- 1994 -: Constantine Edmund Walter Phipps, 5. markiz Normanby

Najstarszy syn 5. markiza Normanby: John Phipps, hrabia Mulgrave